# Pierre d'Orléans-Bragance
Pour les articles homonymes, voir Pierre d'Orléans-Bragance (homonymie) et Pierre du Brésil.
Succession
Prétendant au trône du Brésil
14 novembre 1921 – 29 janvier 1940
(18 ans, 2 mois et 15 jours)
Pierre d'Orléans-Bragance (en portugais : Pedro de Alcântara de Orleans e Bragança), prince du Grão-Pará, est né le 15 octobre 1875 à Petropolis et mort dans cette même ville le 29 janvier 1940. Il était second dans l'ordre de succession au trône impérial brésilien (après sa mère, la princesse impériale). Ses descendants constituent la branche aînée, dite branche de Petrópolis, de la maison d'Orléans-Bragance.

## Famille
Pierre d'Alcantara Louis Philippe Marie Gaston Michel Gabriel Raphaël Gonzague d'Orléans-Bragance est le fils aîné d'Isabelle de Bragance (1846-1921), princesse impériale du Brésil et plusieurs fois régente de son pays, et de son époux Gaston d'Orléans (1842-1922), comte d'Eu. Héritier en second de l'empereur Pierre II, dont il est l'aîné des petits-fils, Pierre porte le titre de prince du Grão-Pará. Après la chute de la monarchie (1889) puis la mort de son grand-père (1891), il prend le titre de prince impérial, tandis que sa mère devient la prétendante au trône.
Le 12 novembre 1908 à Boulogne-Billancourt, il épouse (sans l'accord de sa mère, le chef de la maison impériale) la comtesse tchèque Élisabeth Dobrzensky de Dobrzenicz (1875-1951), fille du comte Jean Wenceslas Dobrzensky de Dobrzenicz et de son épouse la comtesse Élisabeth Kottulinsky de Kottulin.
De cette union naissent cinq enfants :
- Isabelle Marie Amélie Louise Victoire Thérèse Jeanne (1911-2003), qui épouse en 1931 Henri d'Orléans (1908-1999), comte de Paris et prétendant orléaniste au trône de France. D'où onze enfants.
- Pierre d'Alcantara Gaston Jean Marie Philippe Laurent Hubert (1913-2007), prétendant au trône du Brésil, qui épouse en 1944 la princesse espagnole Espérance de Bourbon-Siciles (1914-2005). D'où six enfants.
- Marie Françoise Amélie Louise Victoire Thérèse Elisabeth (1914-1968), qui épouse, en 1942, Édouard Nuno de Bragance, duc de Bragance. D'où trois enfants.
- Jean Marie Philippe Gabriel (1916-2005), qui épouse, en 1949, Fatima Scherifa Chirine (1923-1990), veuve du prince Toussoun d’Égypte, dont il divorce en 1971. En 1990, il se remarie à Teresa Leite (1929-2020). D'où un enfant du premier mariage.
- Thérèse Marie Théodora Amélie Louise Victoire (1919-2011), qui épouse en 1957 Ernest Martorell y Caldero (1921-1985). D'où postérité.

Pierre d'Orléans-Bragance est donc le grand-père du comte de Paris, Henri d'Orléans (1933-2019) et de l'actuel duc de Bragance, Duarte de Bragança (né en 1945).

## Biographie
Pierre d'Orléans-Bragance, prince du Grão-Pará, passe son enfance au manoir Isabelle (Paço Isabel, actuel palais Guanabara), à Rio de Janeiro, au Brésil. Lui et ses frères cadets, Louis et Antoine, sont alors entourés d'un aréopage de précepteurs, dont le chef est le baron de Ramiz Galvão.
Mais, le 15 novembre 1889, un coup d'État a lieu contre l'empereur Pierre II et sa fille, la régente Isabelle. La république est proclamée et, peu de temps après, les souverains sont condamnés à l'exil en Europe. Le prince Pierre est alors âgé de 14 ans et les événements auxquels il assiste le marquent profondément.
En Europe, le famille impériale s'établit d'abord au Portugal, puis en France, au château d'Eu, propriété du prince Gaston. Par la suite, il part faire ses études et son service militaire en Autriche. Comme ses deux frères, Pierre devient lieutenant des hussards de l’Armée impériale et royale et sert à plusieurs reprises l’empereur François-Joseph Ier d'Autriche. C'est là qu'il rencontre celle qui deviendra sa femme, l'aristocrate tchèque Élisabeth Dobrzensky de Dobrzenicz.
Élisabeth n'est pas issue d'une maison souveraine, ce qui déplaît à la princesse Isabelle qui, en tant que chef de la maison impériale, désapprouve ce qu'elle considère comme une mésalliance. La princesse Isabelle décide malgré tout d'autoriser le mariage de son fils et d'Élisabeth. Cependant, elle place une condition à la célébration du mariage : la renonciation de Pierre à ses droits à la couronne du Brésil. Le prince accepte cette condition et renonce à ses droits dynastiques, en 1908, en faveur de son frère cadet, le prince Louis.
Il est alors stipulé que Pierre d'Orléans-Bragance perdrait son titre de prince du Brésil mais conserverait son prédicat d'altesse impériale et royale et sa qualité d'aîné de la maison impériale du Brésil. Il recevrait en outre le titre de prince d'Orléans-Bragance. Quant à ses enfants à naître, ils porteront le prédicat d'altesse royale ainsi que le titre de prince ou princesse d'Orléans-Bragance. Il se marie ainsi avec Élisabeth Dobrzensky de Dobrzenicz le 14 novembre 1908 en l'église Notre-Dame de Versailles, et c'est l’évêque de Versailles, Mgr Charles Gibier qui reçoit leurs consentements.
Après l'abolition de la loi d'exil par le président de la République du Brésil Epitácio Pessoa en 1920, Pierre d'Orléans-Bragance réalise plusieurs voyages de chasse dans son pays natal. Accompagné par son secrétaire, le journaliste et photographe autrichien Mario Baldi, il réalise, en 1926-1927, l'un des voyages les plus célèbres de l'époque : un raid automobile de 4 000 km entre la Bolivie et la ville de Rio, sur des routes presque impraticables. De cette expédition, on a conservé plusieurs reportages publiés par Mario Baldi dans des journaux et des revues illustrés brésiliens et européens. De nombreuses photos ont également été prises pendant ce voyage et elles forment aujourd'hui la collection Mario Baldi, du secrétariat à la culture de Teresopolis.
En 1935, le prince et sa famille retournent définitivement vivre au Brésil, dans le palais du Grão-Pará, à Petrópolis. Il devient alors une figure incontournable des commémorations et autres cérémonies locales.
En 1936, Pierre d'Orléans-Bragance repart, pendant plusieurs mois, en expédition dans le sertão avec deux de ses enfants, Pierre-Gaston et Françoise, son secrétaire, Mario Baldi, un ami, Jorge Sampaio, et un missionnaire français, le père Hippolyte Chauvelon. Cette fois, le voyage consiste en la découverte des peuplades indigènes du Mato Grosso et la revue A Noite Illustrada publie plusieurs photo-reportages de Mario Baldi.
C'est dans la ville de Petrópolis que Pierre d'Orléans-Bragance meurt à l'âge de 65 ans. Son corps est d'abord enseveli dans le cimetière local, où il est enterré avec les honneurs d'un chef d'État. Mais, en 1990, ses restes et ceux de son épouse sont transférés dans le mausolée impérial de la cathédrale Saint-Pierre de Alcântara de Petrópolis. Il repose donc aujourd'hui aux côtés de ses parents et grands-parents.

## Question dynastique
Bien que Pierre ne soit jamais formellement revenu sur sa renonciation (annoncée solennellement le 30 octobre 1908 pour lui et ses descendants à venir), il doutait fortement de sa validité juridique et considérait qu'à tout le moins, elle ne s'appliquait qu'à lui et non à ses descendants. Dans une interview au quotidien brésilien Diário da Noite (pt), en 1936, il précisa sa pensée :

« Quand, il y a de nombreuses années, j'ai renoncé au trône impérial – a dit S.A. – en faveur de mon frère le prince dom Luiz, je l'ai fait seulement à titre personnel, sans me conformer aux prescriptions des lois brésiliennes, sans consulter préalablement la nation, sans les protocoles nécessaires qui précèdent les actes de cette nature. En outre, ce ne fut pas une renonciation héréditaire. Plus tard, en m’entretenant en Europe, et au cours de mes voyages au Brésil, avec quelques monarchistes, j’ai constaté que ma renonciation n’était pas valide pour de nombreux motifs, en plus de ceux que je viens de citer. Le conseiller João Alfredo, qui detenait une copie authentique de ma renonciation, m’a donné aussi le même avis. Toutefois, si la restauration monarchique se confirme, il appartient à notre noble peuple de choisir qui doit diriger ses destinées : si c'est moi, qui ai la dévolution héréditaire du trône impérial, ou si c'est mon neveu dom Pedro Henrique, qui détient seulement, avec la mort de mon frère, le prince Luiz, ma renonciation personnelle. »

Son fils aîné, Pierre-Gaston, était présent lors de cette entrevue de son père avec le journaliste brésilien Caio Júlio César Vieira, et on voit les trois hommes photographiés ensemble en première page du journal, avec ce grand titre sur cinq colonnes à la une : « Dom Pedro de Alcântara, qui s'estime héritier de la couronne du Brésil, fait l'éloge de l'intégralisme ». Pedro Gastão partageait les vues de son père et revendiqua après la mort de celui-ci ses droits au trône, en tant qu'aîné des descendants de l'empereur Pierre II.

## Titulature et décorations

### Titulature
- 15 octobre 1875 — 30 octobre 1908 : Son Altesse Impériale le prince du Grão-Pará, prince du Brésil.
- 30 octobre 1908 — 26 avril 1909 : Son Altesse Impériale le prince Pierre d'Alcantara d'Orléans-Bragance.
- 26 avril 1909 — 29 janvier 1940 : Son Altesse Impériale et Royale le prince Pierre d'Alcantara d'Orléans-Bragance, prince d'Orléans-Bragance.

### Décorations dynastiques
- Grand-croix de l'ordre de la Croix du Sud (empire du Brésil)[5].
- Grand-croix de l'ordre de Pierre Ier (empire du Brésil)[5].
- Grand-croix de l'ordre de la Rose (empire du Brésil)[5].
- Grand-croix de l'ordre du Soleil levant (empire du Japon)[5].